# مالون دیکرسون منسون
مالون دیکرسون منسون (انگلیسی: Mahlon Dickerson Manson; ۲۰ فوریهٔ ۱۸۲۰ – ۴ فوریهٔ ۱۸۹۵) فرد نظامی اهل ایالات متحده آمریکا بود.